# Ludovic Ambruș
Ludovic Ambruș, znany także jako Lajos Ambrus (ur. 17 września 1946 w Mitrești) – rumuński zapaśnik walczący w stylu wolnym. Olimpijczyk z Monachium 1972, gdzie odpadł w eliminacjach w kategorii do 74 kg.
Brązowy medalista mistrzostw świata w 1971. Czwarty na mistrzostwach Europy w 1970 roku.